# Sukhoi/HAL FGFA
A Sukhoi/HAL Fifth Generation Fighter Aircraft (FGFA) é uma aeronave que é desenvolvida pela Rússia e pela Índia.
É um projeto derivativo da aeronave PAK FA.

## Especificações (PAK FA e FGFA - projetado)
Dados de: Aviation News, Aviation Week e Air International
A maioria dos dados apresentados são do protótipo do Sukhoi PAK FA e não da finalização do FGFA.
Descrições gerais
- Tripulação: 2
- Comprimento: 19,8 m (65 ft)
- Envergadura: 13,95 m (46 ft)
- Altura: 4,74 m (16 ft)
- Área alar: 78,8 m² (848 ft²)
- Peso vazio: 18 000 kg (39 700 lb)
- Peso bruto (carregado):  25 000 kg (55 100 lb) típico de missão, 29 270 kg (64 500 lb) totalmente carregado
- Peso de decolagem: 35 000 kg (77 200 lb)
- Capacidade de combustível:  10 300 kg (22 700 lb)

Motorização
- Número de motores: 2x
- Tipo do motor: Turbofan de pós-combustão de empuxo vetorado
- Fabricante/modelo: NPO Saturn izdeliye 117 (AL-41F1) de produção inicial, izdeliye 30 para produção posterior
- Empuxo por motor: 14 998 kgf (33 100 lbf) (176 kN)

Performance
- Velocidade máxima: 2 440 km/h (1 520 mph)
- Velocidade de cruzeiro (Mach): 1.6 Ma
- Velocidade total em Mach: 2.3 Ma
- Alcance: 5 500 km (3 420 mi)
- Alcance bélico: 3 500 km (2 170 mi)
- Tecto de serviço: 20 000 m (65 600 ft)
- Força G: +9.0 G
- Carga alar: 317-444 kg/m²

Armamentos
- Metralhadoras/canhões: 1 x canhão interno de 30 mm (1,18 in)
- Número de pilones: 6x

Equipamentos de orientação
- Aviônicos: Sh121 multi-functional integrated radio electronic system (MIRES)
  - Radar N079 AESA
  - Suíte de contra-medidas eletrônicas L402 Himalayas ECM
- Suíte eletro-óptica 101KS Atoll
  - 101KS-O laser de contra-medidas anti-míssil infravermelho
  - 101KS-V IRST para alvos aerotransportados
  - 101KS-U sensor de alerta antecipado ultravioleta
  - 101KS-N pod de aquisição de alvo